# Geisenfeld
Geisenfeld is een plaats in de Duitse deelstaat Beieren, gelegen in het Landkreis Pfaffenhofen an der Ilm. De stad telt 11.520 inwoners.

## Geografie
Geisenfeld heeft een oppervlakte van 88,33 km² en ligt in het zuiden van Duitsland.

## Geboren
- Gregor Strasser (1892-1934), politicus

Baar-Ebenhausen · Ernsgaden · Geisenfeld · Gerolsbach · Hettenshausen · Hohenwart · Ilmmünster · Jetzendorf · Manching · Münchsmünster · Pfaffenhofen a.d.Ilm · Pörnbach · Reichertshausen · Reichertshofen · Rohrbach a.d. Ilm · Scheyern · Schweitenkirchen · Vohburg a.d.Donau · Wolnzach